# Морабежа
Спорт Клубе Морабежа або просто «Морабежа» (порт. Sport Clube Morabeza) — професіональний кабовердійський футбольний клуб з міста Нова Сінтра, на острові Брава.

## Історія
Клуб було засновано в 1900 році в місті Нова Сінтра на острові Брава.
Їх перша перемога в чемпіонаті острова була здобута в 2005 році, а остання на сьогодні у 2010 році. Загалом клуб чотири рази брав участь в національному Чемпіоншипі.

## Логотип
Його логотип складається із печатки з білим обідком, внизу розташовується троянда від якої по обідку відходять її листки, в центрі знаходиться зображення острову Брава, місце розташування клубу, над яким, у верхній частині, знаходиться абревіатура «SCM».

## Досягнення
- Чемпіонат острова Брава: 4 перемоги

2005, 2007, 2009, 2010

## Статистика виступів у лігах та кубках

### Національний чемпіонат
| Сезон  | Див.   | Поз.   | Іг. | В | Н | П  | ЗМ | ПМ | РМ  | О  | Кубок | Примітки     | Плей-офф           |
| ------ | ------ | ------ | --- | - | - | -- | -- | -- | --- | -- | ----- | ------------ | ------------------ |
| 2005   | 1B     | 6      | 5   | 0 | 0 | 5  | 4  | 22 | -18 | 0  |       | Не пробилися | Не приймали участі |
| 2007   | 1A     | 5      | 5   | 0 | 2 | 3  | 3  | 10 | -7  | 2  |       | Не пробилися | Не приймали участі |
| 2009   | 1B     | 3      | 5   | 2 | 1 | 2  | 4  | 8  | -4  | 7  |       | Не пробилися | Не приймали участі |
| 2010   | 1A     | 4      | 5   | 1 | 3 | 1  | 5  | 4  | +1  | 6  |       |              |                    |
| Total: | Total: | Total: | 20  | 3 | 6 | 11 | 16 | 44 | -28 | 15 |       |              |                    |

### Чемпіонат острову
| Сезон   | Див. | Міс. | Іг. | В | Н | П | ЗМ | ПМ | РМ | О  | Кубок | Суперкубок | Примітки                           |
| ------- | ---- | ---- | --- | - | - | - | -- | -- | -- | -- | ----- | ---------- | ---------------------------------- |
| 2004-05 | 2    | 1    | -   | - | - | - | -  | -  | -  | -  |       |            | Вихід до національного Чемпіоншипу |
| 2006-07 | 2    | 1    | -   | - | - | - | -  | -  | -  | -  |       |            | Вихід до національного Чемпіоншипу |
| 2007-09 | 2    | 1    | -   | - | - | - | -  | -  | -  | -  |       |            | Вихід до національного Чемпіоншипу |
| 2009-10 | 2    | 1    | -   | - | - | - | -  | -  | -  | -  |       |            | Вихід до національного Чемпіоншипу |
| 2013-14 | 2    | 4    | 12  | 4 | 1 | 7 | 23 | 31 | -8 | 13 |       |            |                                    |
| 2014-15 | 2    | 5    | 12  | 4 | 2 | 6 | 17 | 23 | -6 | 14 |       |            |                                    |

## Деякі статистичні дані
- Найкращий рейтинг: 2-ге (національний чемпіонат)
- Найбільша кількість перемог: 3 (національний чемпіонат)
- Найбільша кількість забитих м'ячів: 6 (національний чемпіонат)
- Найбільша кількість набраних очок: 15 (національний чемпіонат)

## Відомі гравці
- Антоніу Дініж Дуарте (1988—1989)